# Michael Hampton
Michael Hampton (n. 15 noiembrie 1956,  Cleveland, Ohio) este un chitarist american de funk/rock. Este membru al Rock and Roll Hall of Fame, fiind inclus în 1997 alături de alți 15 membri ai Parliament-Funkadelic.